# Didušikov tetroksid
Didušikov tetroksid (dušikov tetroksid, dvadušikov teraoksid, N2O4, O2N-NO2) je bezbojan i dijamagnetičan plin.

## Osobine i dobivanje
Nastaje:
1. Raspadanjem dušične kiseline i nekog nitrata
2. Oksidacijom dušikova monoksida.
Bezbojni je dimer dušikova dioksida i tali se na -12 °C. Iznad svoje temperature tališta od -12 °C on se disocira u smeđi monomer. Smjesa se ukapljuje pri temperaturi 21,15 °C gdje u tekuću fazu u biti prelazi u N2O4 u kojoj je otopljeno svega 0,1% NO2. U čvrstoj fazi (ispod -11,2 °C) postoji samo N2O4.